# Alexandru Philippide
Alexandru I. Philippide (n. 1 mai 1859, Bârlad – d. 12 august 1933, Iași) a fost un lingvist și filolog român, membru titular al Academiei Române, bibliotecar, profesor universitar, considerat întemeietorul școlii lingvistice ieșene. Școlar la Iași și la Halle, a predat liceul câțiva ani până în 1893, când și-a asigurat un post de profesor la Universitatea din Iași pe care îl va deține până la moartea sa patruzeci de ani mai târziu. A început să publice cărți despre limba română în perioada în care a absolvit facultatea, dar abia când a devenit profesor a atras atenția mai larg, grație unui studiu al istoriei limbii. Deși nu este deosebit de ideologic, el a scris polemici ascuțite și pline de duh, îndreptate către diverse figuri intelectuale, atât acasă, cât și, într-un caz remarcat, în Germania.
În 1898, Philippide a început să lucreze la un dicționar românesc; până în 1906, el și echipa sa finalizaseră primele patru litere ale alfabetului înainte ca alții să preia sarcina. Opera sa majoră, apărută în două volume voluminoase în 1925 și 1928, reunește o gamă largă de surse antice și dovezi lingvistice pentru a analiza etnogeneza românilor și dezvoltarea limbii lor. Deși atacați pentru parohialism de către un grup de academicieni, studenții pe care i-a pregătit și-au dus la îndeplinire ideile formând nucleul unei școli de lingvistică din Iași.

## Biografie
A urmat școala primară la Bârlad, înscriindu-se apoi la Liceul Gheorghe Roșca Codreanu pe care l-a absolvit în 1881. S-a înscris apoi la Facultatea de Litere și Filozofie a Universității Mihăilene din Iași. În perioada de studenție a fost bibliotecar la Biblioteca Centrală Universitară din Iași (1881-1884).
Și-a continuat studiile între anii 1888 și 1890 la Universitatea din Halle (Germania).
Alexandru Philippide se înrudea pe linie paternă cu Dimitrie Daniil Philippide, călugăr, erudit, istoric și om de litere grec, profesor la Academia Domnească din București.
S-a căsătorit, prima dată, în octombrie 1895, cu Johanna Marie Minckwitz, în insula St. Hẻlier-Jersey. Născută la Leipzig în 1868, Johanna era fiica profesorului universitar Johannes Minckwitz din același oraș. S-a recăsătorit în 1897 cu Lucreția Nemțeanu, sora unui student de al său din Vânători-Neamț, care avea atunci doar 17 ani.
Fiul său, Alexandru A. Philippide, a fost scriitor și traducător, membru al Academiei Române.

## Activitate profesională
Alexandru Philippide și-a început cariera didactică în 1890, fiind numit profesor de limba română la Liceul Național din Iași. În 1893, a fost înființată la Iași catedra de filologie română iar Alexandru Philippide a fost numit profesor universitar prin concurs, fiind titularul catedrei. În 1898 a devenit membru corespondent al Academiei Române, pentru ca, în 1900, să fie ales membru titular. În perioada 1913-1918 a fost decan al Facultății de Litere și Filozofie al Universității din Iași. 
În 1927 a înființat Institutul de Filologie Română, care astăzi îi poartă numele.
Între 1897 și 1906 a redactat o primă formă a Dicționarului limbii române al Academiei (porțiunea A – dăzvăț, rămasă în manuscris), stabilind principiile și metoda de lucru adecvate Dicționarului tezaur al limbii române.
Boala specifică vârstei înaintate, arteroscreloza, începe să se manifeste din 1931, agravându-se în martie 1933 și aducându-i sfârșitul pe 12 august 1933.

## Opera
A elaborat cărți fundamentale pentru lingvistica și filologia română: 
- Introducere în istoria limbei și literaturei române (1888),
- Principii de istoria limbii (1894),
- Gramatică elementară a limbii române (1897),
- Originea românilor - vol. I. Ce spun izvoarele istorice (1925),
- Originea românilor - vol. II. Ce spun limbile română și albaneză (1928).